# Tableau synoptique
 (septembre 2020).
Si vous disposez d'ouvrages ou d'articles de référence ou si vous connaissez des sites web de qualité traitant du thème abordé ici, merci de compléter l'article en donnant les références utiles à sa vérifiabilité et en les liant à la section « Notes et références ».
Pour les articles homonymes, voir Tableau.
Un tableau synoptique est la représentation d'informations,  une forme d'expression graphique d'idées ou de textes utilisée pour transmettre des informations dans une structure logique, simple et condensée.

## Intérêt et utilisation
On pourrait représenter sous forme de tableau toute juxtaposition de listes de même longueur ; or la représentation sous forme de tableau est pertinente lorsque plusieurs entités (œuvres, objets, faits, événements, observations, personnes, etc.) partagent des caractéristiques communes. On a alors typiquement une colonne par caractéristique, et une ligne par entité. L'outil informatique permet d'avoir des tableaux « triables », c'est-à-dire d'organiser l'ordre des lignes selon le critère d'une ou plusieurs colonnes.
L'exemple ci-dessous est inspiré de la « section « Mérovingiens (481-751) » de l'article « Liste des monarques de France ». Les entités sont les premiers rois mérovingiens, les caractéristiques retenues sont :
- le portrait ;
- le nom ;
- les années de naissance, de mort, de début de règne et de fin de règne.

Certaines colonnes permettent de trier le tableau en cliquant sur l'en-tête.
| Portrait    | Nom         | Naissance | Mort | Début du règne | Fin du règne |
| ----------- | ----------- | --------- | ---- | -------------- | ------------ |
| Clovis      | Clovis Ier  | 466       | 511  | 481            | 511          |
| Clodomir    | Clodomir    | 495       | 524  | 511            | 524          |
| Thierry Ier | Thierry Ier | 485/490   | 534  | 511            | 534          |
| Thibert Ier | Thibert Ier | 504       | 548  | 534            | 548          |

L'avantage d'un tableau synoptique est de pouvoir comparer les caractéristiques des différentes entités en parcourant les colonnes, ou bien de retrouver rapidement une information en croisant la ligne et la colonne. Considérons par exemple les valeurs d'adhérence entre matériaux. Voici un exemple de tableau : 
| Couple de matériaux | Non lubrifié | Lubrifié |
| ------------------- | ------------ | -------- |
| Bois/bois           | 0,65         | 0,2      |
| Métal/bois          | 0,5-0,6      | 0,1      |
| Acier/fonte         | 0,19         | 0,1      |
| Acier/acier         | 0,18         | 0,12     |
| Acier/bronze        | 0,11         | 0,1      |

Ce tableau permet d'un coup d'œil de déterminer le couple de matériaux ayant la plus forte adhérence, en parcourant la colonne « Non lubrifié » : c'est le couple bois/bois. Et si l'on cherche le coefficient d'adhérence du couple acier/fonte lubrifié, il suffit de regarder la case située sur la ligne « Acier/fonte » et sur la colonne « Lubrifié » : μa = 0,1.
La représentation en tableau est particulièrement pertinente en informatique. En effet, celle-ci se définit comme un traitement automatisé des données ; un traitement standardisé n'est possible que si les objets manipulés peuvent être décrits de la même manière, donc possèdent des caractéristiques de même nature. La représentation en tableau est donc utile pour la saisie des données et pour la représentation des résultats. Le cas le plus flagrant est celui des tableurs, ou bien des tables des bases de données.

## Relation avec d'autres représentations graphiques
Dans le cas de tableaux contenant des valeurs numériques, on retrouve toutes les représentations graphiques classiques. Une ligne représente une entité ; nous supposons qu'une colonne, typiquement la première du tableau, est le nom de l'entité (ou se référence) ; ce nom peut contenir des lettres ou des caractères de ponctuation.
Si l'on s'intéresse à une seule valeur numérique, on utilise typiquement une représentation de type « camembert » (diagramme circulaire) ou histogramme. Dans certains cas, les colonnes sont des bornes d'intervalles ; par exemple, les dates de début et de fin de règne des rois de France sont les bornes de l'intervalle du règne. Dans de tels cas, on peut placer les intervalles sous la forme de segments de droite (ou de boîtes rectangulaires) sur une échelle, voir par exemple l'Échelle synoptique linéaire des temps géologiques. Le diagramme représente donc une seule caractéristique, l'intervalle, mais qui correspond à deux colonnes.
Si l'on s'intéresse à deux valeurs numériques, on représente les données en prenant les valeurs d'une colonne comme abscisse et les valeurs d'une autre colonne comme ordonnée. Le nom ou la référence peuvent servir à étiqueter les points sur le graphique (label). Là encore, on peut représenter des intervalles sous forme de segments si cela ne concerne qu'une grandeur (abscisse ou ordonnée), ou de rectangles si cela concerne les deux valeurs (abscisse et ordonnée).

## Représentation

### Mise en forme
L'intersection d'une colonne et d'une ligne s'appelle une case. Dans un tableur, on utilise aussi le mot cellule, peut-être sous l’influence du mot anglais cell. La première ligne ou colonne peut s'appeler un en-tête ou une têtière.
Les cases peuvent être séparées par des traits de différentes caractéristiques (largeur, couleur, pointillé, doublé) appelés « filets », ou n'être séparés que par un espacement sans trait, la gouttière.
Le tableau suivant est composé de 4 lignes et de 3 colonnes.
| en-tête 1 | en-tête 2 | en-tête 3 |
| --------- | --------- | --------- |
| élément   | élément   | élément   |
| élément   | élément   | élément   |
| élément   | élément   | élément   |
| élément   | élément   | élément   |

Les notions de tableaux existent en HTML, dans les wikis, dans les traitements de texte et dans les logiciels de PAO.
Certains caractères de pages de code 437 et d'Unicode (U2500 à U+257F) permettent de faire des pseudo-tableaux, sous réserve que la police utilisée soit à chasse constante. En voici un exemple :
```
╔═══════════╦═══════════╦═══════════╗
║ en-tête 1 ║ en-tête 2 ║ en-tête 3 ║
╠═══════════╬═══════════╬═══════════╣
║  élément  ║  élément  ║  élément  ║
╟───────────╫───────────╫───────────╢
║  élément  ║  élément  ║  élément  ║
╟───────────╫───────────╫───────────╢
║  élément  ║  élément  ║  élément  ║
╟───────────╫───────────╫───────────╢
║  élément  ║  élément  ║  élément  ║
╚═══════════╩═══════════╩═══════════╝
```

### Structure des données
Dans un fichier informatique, la manière la plus « élémentaire » de représenter un tableau consiste à utiliser un fichier texte pour lequel :
- une ligne de tableau correspond à une ligne de fichier ; la fin de ligne (EOL, end of line) est représentée par un caractère « retour chariot » (CR, carriage return) et/ou « saut de ligne » (LF, line feed) ;
- sur une ligne, le passage d'une colonne à l'autre est représentée par un caractère dédié et non utilisé dans les données, en général une virgule (lorsque le séparateur décimal est le point), le point-virgule ou la tabulation.

Dans certains cas, les colonnes comportent un nombre de caractères fixes (largeur fixe) ; elles sont donc séparées par un nombre variable d'espaces. On a donc un rendu visuel similaire au tableau si l'on affiche le fichier avec une police à chasse fixe.
Le terme « élémentaire » utilisé ci-dessus est du point de vue de l'utilisateur final : on peut créer ou modifier le fichier avec un simple éditeur de texte, et on peut l'afficher avec un navigateur web. Ce n'est pas nécessairement la représentation la plus simple du point de vue de l'exploitation des données.
En XHTML, un tableau est compris dans des balises <table>… </table>. Une ligne est comprise entre des balises <tr>… </tr> (table row), et dans une ligne ligne, une case est comprise entre des balises <td>… </td> (table data), ou bien <th>… </th> s'il s'agit d'un en-tête (table header). En HTML, la syntaxe est similaire, mais la fermeture des balises tr, td et th est implicite. Il est de plus nécessaire en XHTML5 de mettre les cases d'en-tête dans une balise <thead>… </thead> (table head) et les données utiles dans une balise <tbody>… </tbody> (table body) et les données de conclusion (somme des valeurs de la colonne par exemple dans une balise <tfoot>… </tfoot> (table foot).
En LaTeX, un tableau est compris dans un environnement tabular, donc entre des commandes \begin{tabular}… \end{tabular}. La commande d'ouverture s'accompagne de la description des colonnes : une succession de l, r ou c entre accolades, indiquant si le texte dans la colonne est aligné à gauche (left) à droite (right) ou centré (centered) ; les descriptifs peuvent être séparés de tubes | pour indiquer un filet vertical.
Puis, chaque ligne se compose de la succession des données du tableau, les cases étant séparées par une esperluette &, et la ligne se terminant par deux barres obliques inversées \\. On insère un filet horizontal avec la commande \hline placée après la fin de la ligne. Ceci constitue la structure de base qui, comme souvent dans LaTeX, est complétée par de nombreuses options fournies par des extensions (packages).

## Tableaux complexes
- Certains traitements de texte et certains tableurs permettent de fusionner des cases ; certains permettent de placer des tableaux à l'intérieur d'autres tableaux.
- Voir aussi : Tableau croisé dynamique.